# Autobiografia di un'idea
Autobiografia di un'idea (The Autobiography of an Idea) è un libro del 1924 scritto dall'architetto statunitense Louis Sullivan. Quest'opera rappresenta una riflessione sulla vita professionale e personale di Sullivan, oltre che una dichiarazione del suo pensiero architettonico e filosofico.

## Storia editoriale
Louis Sullivan, noto come il "padre dei grattacieli", è una figura chiave nella storia dell'architettura moderna americana. Il libro fu pubblicato nel 1924, l'anno successivo alla sua morte. The Autobiography of an Idea è una testimonianza della visione che Sullivan aveva per l'architettura americana e delle sue esperienze nell'industria durante il periodo di massimo sviluppo industriale e urbano negli Stati Uniti.

## Contenuti dell'opera
Nel libro, Sullivan non si limita a raccontare la sua carriera, ma esplora anche i suoi ideali artistici e filosofici. La narrazione è divisa in due principali sezioni. La prima parte del libro è un resoconto autobiografico che copre la vita di Sullivan, dalle sue prime influenze alla sua ascesa come uno degli architetti più noti d'America. La seconda parte approfondisce le sue riflessioni sull'architettura, esaminando il concetto che "la forma segue la funzione" (form follows function), un principio che Sullivan ha sviluppato e applicato nei suoi progetti.
Il libro sviluppa diversi temi centrali del pensiero di Sullivan:
- La relazione tra architettura e natura: Sullivan credeva che l'architettura dovesse imitare le forme naturali, crescendo organicamente in base alle esigenze pratiche e strutturali.
- Forma e funzione: La famosa frase "la forma segue la funzione" è diventata un mantra dell'architettura moderna, sostenendo che il design estetico dovrebbe essere una conseguenza naturale della funzione di un edificio.
- L'urbanizzazione e il cambiamento sociale: Sullivan riflette anche sul rapido cambiamento sociale e urbano degli Stati Uniti e su come l'architettura debba rispondere a questi cambiamenti.

### Delusione della fiera di Chicago
La Fiera Colombiana di Chicago del 1893 rappresentò una profonda delusione per Louis Sullivan. L'opportunità di dare forma a una fiera internazionale caratterizzata da un'immaginazione audace venne sacrificata in favore di una rivisitazione piuttosto generica dei canoni classici. Il risultato fu un insieme di edifici interamente bianchi che riscosse un enorme successo di pubblico. Il contributo di Adler & Sullivan all'Esposizione fu il Transportation Building, un'opera che spiccava nettamente dalle altre grazie all'uso di colori vivaci e decisi, quasi in segno di protesta contro l'omogeneità dominante. Lungo e basso, l'edificio era caratterizzato da un imponente arco policromo all'ingresso, la cosiddetta Porta d'Oro.
Nonostante l'entusiasmo popolare per lo sfarzo neoclassico della fiera, non tutti ne apprezzarono le scelte stilistiche. André Bouilhet, delegato di un sindacato parigino delle arti decorative, elogiò invece l'originalità del Transportation Building, organizzando una piccola mostra a Parigi dedicata all'opera di Sullivan. L'esposizione, che includeva un calco in gesso della Porta d'Oro e fotografie delle sue opere più significative, viaggiò successivamente in Russia e in Finlandia.
Tuttavia, questo riconoscimento europeo non riuscì a mitigare l'amarezza di Sullivan, che vide nell'Esposizione un duro colpo all'architettura progressista che stava prendendo forma nel Midwest.
Con queste parole si chiude Autobiografia di un'idea.

## Accoglienza
The Autobiography of an Idea ha avuto un'influenza significativa su molti architetti del XX secolo, tra cui Frank Lloyd Wright, che considerava Sullivan uno dei suoi principali mentori. Il libro è considerato una lettura fondamentale per chi studia architettura e storia del design. Sebbene Sullivan non abbia mai ottenuto il successo commerciale sperato in vita, la sua influenza e il suo contributo all'architettura moderna continuano a essere riconosciuti e studiati.
Il libro fu pubblicato postumo nel 1924, a cura di sua figlia, Margaret Sullivan Conkey, e fu accolto con favore dalla critica architettonica del tempo.

## Edizioni
- (EN) Louis Sullivan, The Autobiography of an Idea, 1924.
- (EN) Louis Sullivan, The Autobiography of an Idea, Dover Publications, 1956.
- Louis Sullivan, Autobiografia di un'idea, a cura di Tiziana Proietti, traduzione di Gaja Monti, Castelvecchi, 2018, ISBN 9788832823356.